# Авон (Бургундия)
Аво́н (фр. Avosnes) — коммуна во Франции, находится в регионе Бургундия. Департамент коммуны — Кот-д’Ор. Входит в состав кантона Витто. Округ коммуны — Монбар.
Код INSEE коммуны — 21040.

## Население
Население коммуны на 2010 год составляло 75 человек.
| 1962 | 1968 | 1975 | 1982 | 1990 | 1999 | 2010 |
| ---- | ---- | ---- | ---- | ---- | ---- | ---- |
| 107  | 92   | 77   | 76   | 66   | 73   | 75   |

## Экономика
В 2010 году среди 45 человек трудоспособного возраста (15—64 лет) 36 были экономически активными, 9 — неактивными (показатель активности — 80,0 %, в 1999 году было 64,3 %). Из 36 активных жителей работали 36 человек (20 мужчин и 16 женщин), безработных не было. Среди 9 неактивных 3 человека были учениками или студентами, 3 — пенсионерами, 3 были неактивными по другим причинам.